# گرمسدورف
گرمسدورف (به آلمانی: Gremsdorf) یک شهر در آلمان است که در ارلانگن-هخشتات واقع شده‌است.